# Niechorz
Niechorz – wieś krajeńska w Polsce położona w województwie kujawsko-pomorskim, w powiecie sępoleńskim, w gminie Sępólno Krajeńskie, przy trasie drogi krajowej nr 25. Oddalona od Bydgoszczy o 54 km, a od Sępólna Krajeńskiego o 6,2 km. W latach 1975–1998 miejscowość administracyjnie należała do województwa bydgoskiego.

## Historia
Niechorz wymieniony został po raz pierwszy w roku 1496 jako wieś i młyn. Od 1739 r. istniał tu folwark. Do roku 1821 właścicielami Niechorza byli Potuliccy. Od co najmniej 1754 roku do 1920 działała szkoła ewangelicka. W okresie międzywojennym właścicielami majątku była rodzina Szukalskich. W latach 80. XIX wieku ewangelicy stanowili około 95% mieszkańców, a w roku 1921 było ich 73%. Z dawnej zabudowy pozostał dwór oraz młyn wodny. Około 0,5 km od centrum wsi znajdują się pozostałości cmentarza ewangelickiego.

## Demografia
Liczba mieszkańców sołectwa (na dzień 31 grudnia 2014 r.) ogółem – 474, w tym:
- wieś Niechorz – 313 osób
- osada Komierówko – 49 osób
- osada Siedlisko – 112 osób

## Przypisy

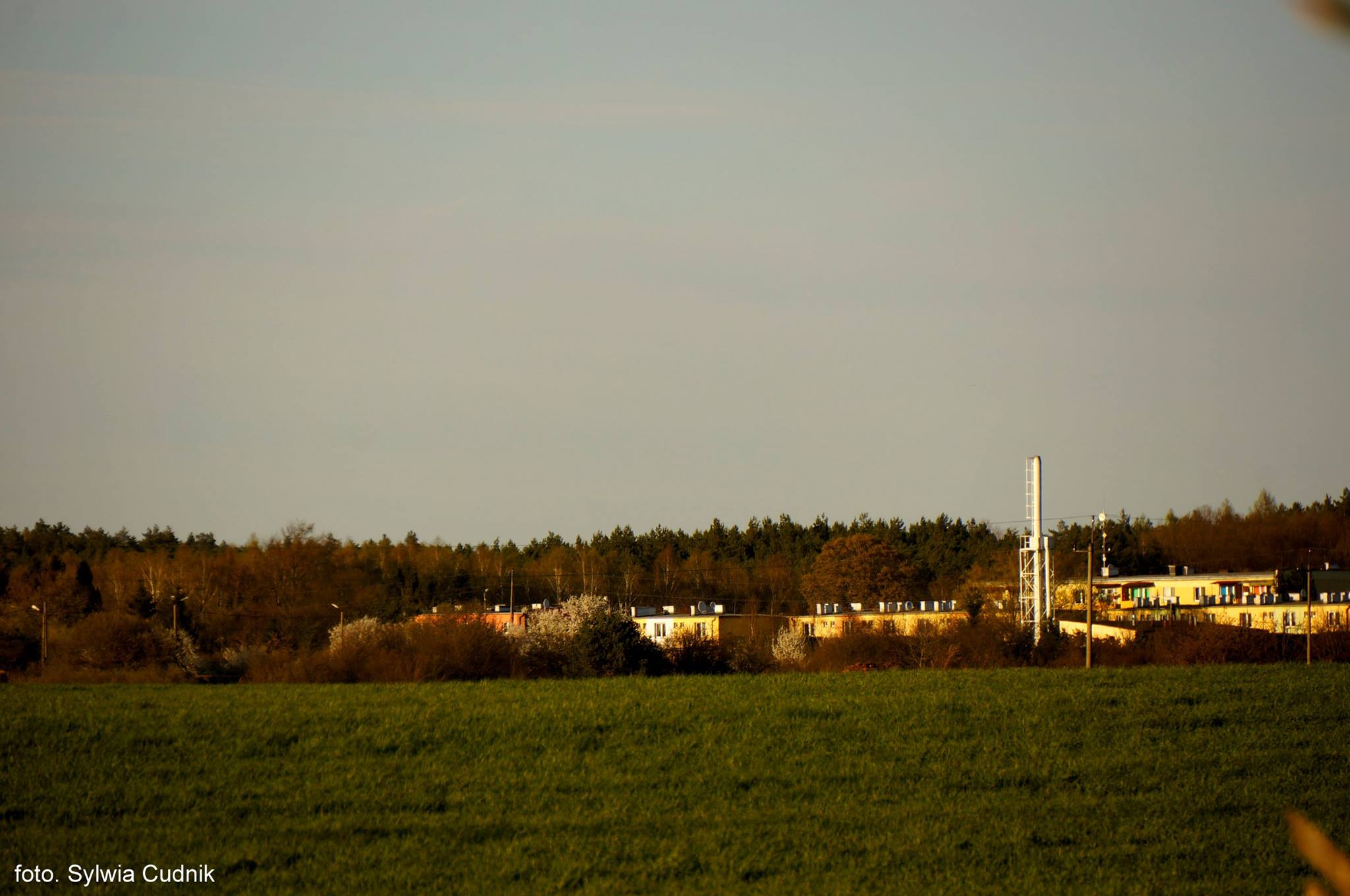
Niechorz w oddali